# Veyka Point
Der Veyka Point (englisch; bulgarisch нос Вейка nos Wejka) ist eine unvereiste Landspitze am Südende von Two Hummock Island im Palmer-Archipel vor der Westküste der Antarktischen Halbinsel. Sie bildet 5,07 km südöstlich des Palaver Point, 9,39 km südlich bis östlich des Wauters Point und 33,58 km westsüdwestlich des Kap Sterneck die Ostseite der Einfahrt zur Lesura Cove.
Britische Wissenschaftler kartierten sie 1978. Die bulgarische Kommission für Antarktische Geographische Namen benannte sie 2013 nach einem Berg in den bulgarischen Rhodopen.